# Фотокнига

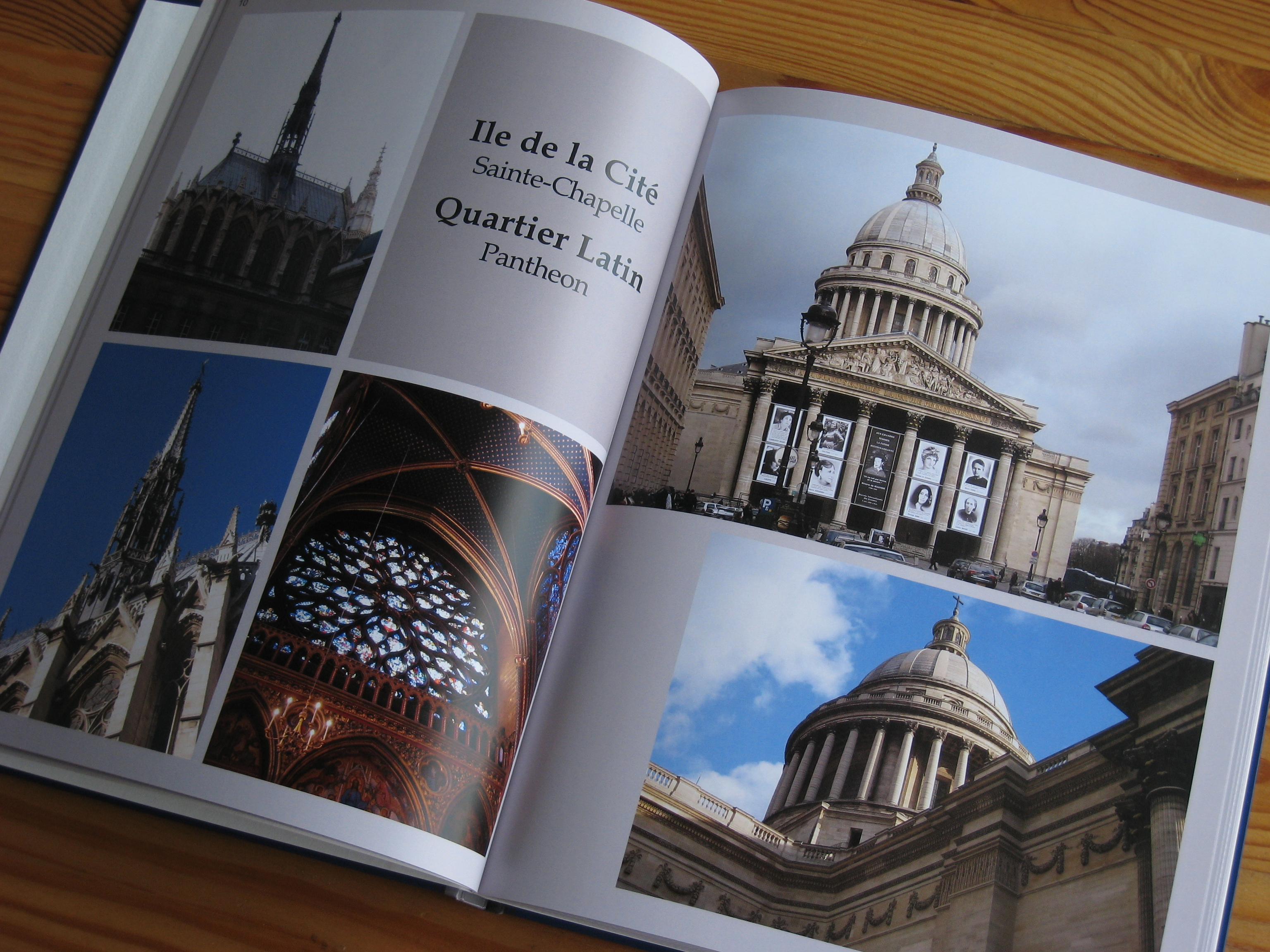
Открытая полиграфическая фотокнига

Фо́токни́га — это книга, каждая страница которой представляет собой отпечаток, соединяющий обработанные фотографии, комментарии к ним и художественные элементы. Страницы фотокниги связаны общей темой и дизайном.
Чаще всего фотокниги изготавливаются ограниченным тиражом.

## Отличия от фотоальбома
Основное отличие фотокниги от обычного альбома состоит в технологии производства. В процессе изготовления фотокниги снимки не наклеиваются на страницы, а изначально монтируются в единый цифровой макет, который затем распечатывается и собирается в книгу.

## Использование
Фотокнига может использоваться для оформления семейных фотографий. Широко распространены подарочные фотокниги.
По данным Futuresource Consulting, европейский рынок фотокниг имеет объём более 650 млн евро.. Только в Германии в 2009 году было продано более 3.5 млн фотокниг Рынок фотокниг США превысил отметку в полмиллиарда долларов в 2009 году.

## История фотокниги
Одной из первых фотокниг считается вышедшая в 1853 году книга Photographs of British Algae: Cyanotype Impressions известной исследовательницы Анны Аткинс. Целью книги было подробное описание морских организмов близ Британских островов.
Первой фотокнигой, не имеющей отношения к науке, стала книга «Idylls of the King» фотографа Джулии Камерон. Книга вышла в 1874 году.

## Виды фотокниг
Фотокнига может быть полиграфического и классического производства.

### Полиграфическая фотокнига
Фотокниги такого вида печатаются на полиграфическом оборудовании. Страницы сшиты или склеены между собой в корешок. Обложки таких фотокниг в большинстве представлены двумя видами: твердая ламинированная обложка и мягкая обложка. Также делаются тканевые, кожаные и суперобложки для полиграфических фотокниг. Среди основных преимуществ такой фотокниги — доступность в цене и простота верстки.
Плюсы технологии:
1. большое количество листов (до 300)
2. из-за тонких страниц такая книга относительно легкая
3. скорость производства (от нескольких часов до нескольких дней)

Минусы технологии:
1. цветопередача хуже, чем у фотографий, напечатанных химическим способом
2. уход страниц в корешок. Нельзя разместить панорамное фото на весь разворот.
3. недолговечность книги

### Классическая фотокнига
Настоящая, классическая фотокнига печатается на том же оборудовании, что и обычные фотографии: на минилабораториях химической печати.
Каждый разворот печатается как отдельная фотография, затем бигуется (сгибается посередине). Далее развороты наклеиваются на плотную основу. Это может быть картон или пластик. Более надежными считаются фотокниги на пластиковой основе, так как этот материал в отличие от картона, не впитывает влагу из воздуха, защищая тем самым страницы от деформации при изменении температуры и влажности.
Для классической фотокниги может быть использован широкий спектр обложек: кожаные, тканевые, ламинированные, с тиснением и пр. Производятся также фотокниги с обложками из натуральной кожи с тиснением и инкрустацией, с обложками из ценных пород дерева.
Плюсы технологии:
1. качественная химическая фотопечать
2. плотная фотобумага: фотографии не помнутся, не затрутся, не потеряют яркость
3. широкий выбор обложек
4. раскрытие книги на 180 без разрывов и ухода разворотов в корешок
5. долговечность.

Минусы технологии:
1. это дорогостоящий продукт (цена относительно выше, чем у полиграфических книг)
2. наличие основы слегка утяжеляет книгу
3. ограниченное количество разворотов (обычно не более 60)

## Галерея

Фотокниги
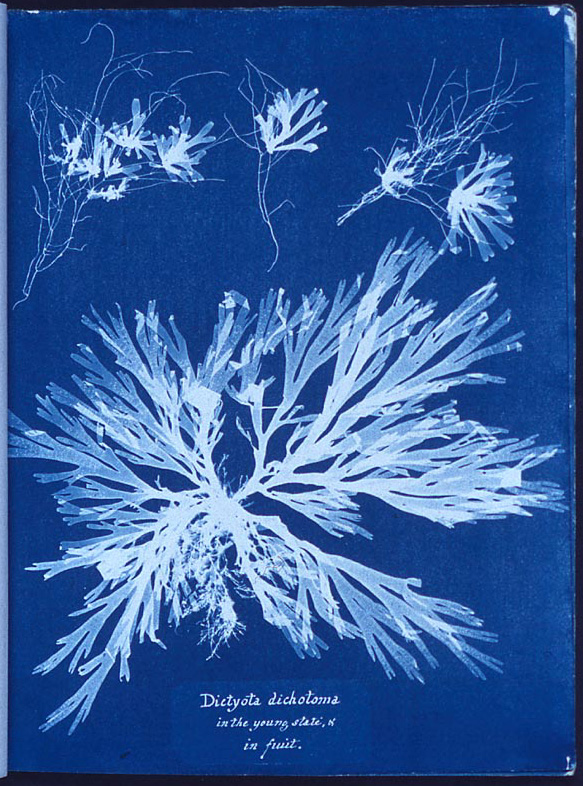
Одна из первых фотокниг (1843)
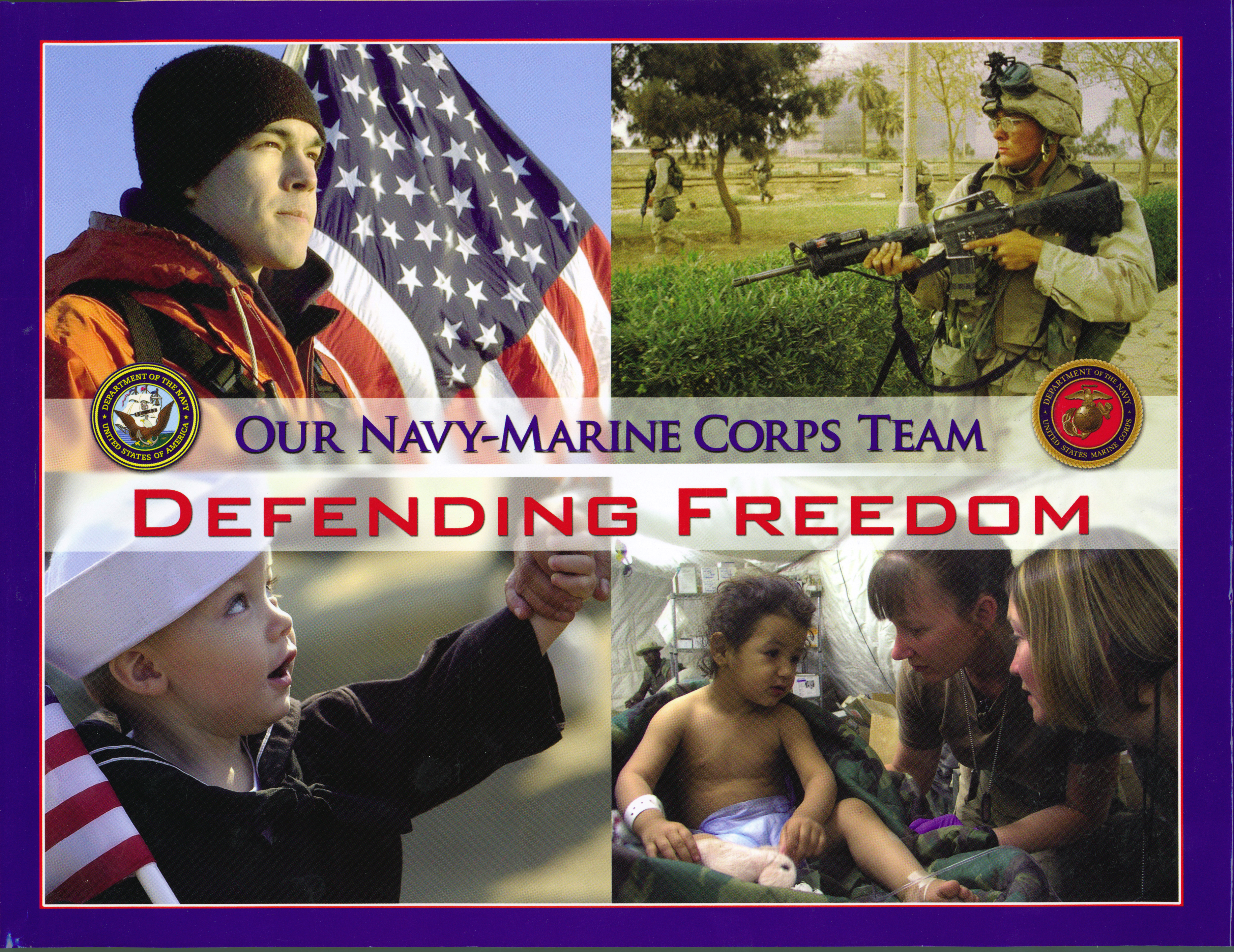
Фотокнига ВМФ США
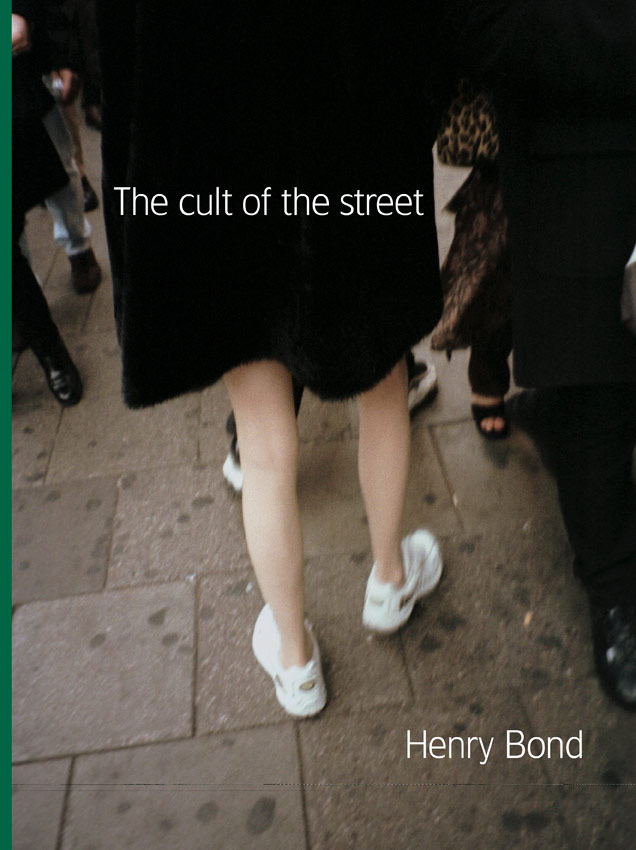
Генри Бонд. Культ улицы (1998)